# 隠公 (杞)
隠公（いんこう、生年不詳 - 紀元前506年）は、春秋時代の杞の君主。姓は姒、名は乞。悼公の子。紀元前506年5月、悼公が死去すると、後を嗣いで杞国の君主となった。7月、弟の過に殺害された。